# Bahadır Alkım
Uluğ Bahadır Alkım (* 28. Februar 1915 in Izmir; † 6. Mai 1981 in Istanbul) war ein türkischer Vorderasiatischer Archäologe.

## Leben und Werk
Bahadır Alkım studierte von 1935 bis 1939 an der Universität Istanbul sumerische und hethitische Philologie, Archäologie und Alte Geschichte. Ab 1941 war er dort als Assistent tätig, wurde 1944 promoviert, erlangte 1945 den Titel Doçent und wurde 1960 Professor. Daneben lehrte er von 1962 bis 1975 am Roberts College, später Boğaziçi Üniversitesi, wo er das Institut für Archäometrie gründete.
1939 war Alkım bei Grabungen in Vize, 1942 in Alaca Höyük und 1947 bei Leonard Woolley in Tell Açana tätig. 1947 war er mit seinem Lehrer Helmuth Theodor Bossert und Halet Çambel an den Ausgrabungen in Karatepe beteiligt. 1949 grub er in Domuztepe bei Karatepe. Zwischen 1947 und 1957 führte er Forschungen im Gebiet von Antitaurus und Nurgebirge durch, die zur Entdeckung eines antiken Wegesystems führten, ferner nahm er an Grabungen in der Amuq-Ebene in Kilikien teil. 
Von 1957 bis 1961 grub Bahadır Alkım die von Felix von Luschan entdeckte hethitische Bildhauerwerkstatt von Yesemek aus und von 1971 bis 1973 war er an den ersten systematischen Erforschungen der Schwarzmeerregion beteiligt.
Von 1959 bis 1965 und 1969 bis 1972 arbeitete er am Tilmen Höyük, von 1964 bis 1967 am Gedikli Karahöyük und von 1974 bis zu seine Tode am İkiztepe.

## Bahadır Alkım und die Inschrift von Beyköy
Bahadır Alkım war daneben ein vorzüglicher Linguist, der sich mit der Transkription und Übersetzung hethitischer und luwischer Inschriften aus Yazılıtaş, Edremit und Beyköy befasste.
Insbesondere die Publikation der fast 30 Meter langen Inschrift Beyköy 2 sollte Bahadır Alkım über viele Jahre in Anspruch nehmen. Nachdem sein Kollege, der Archäologe Hâmit Zübeyir Koşay, damals Direktor der Antikenabteilung im Kulturministerium in Ankara, eine Genehmigung zur Erforschung und Veröffentlichung der Beyköy-Inschrift erhalten hatte, beauftragte die Türkische Historische Gesellschaft um 1956 Bahadır Alkım und seine Frau Handan Alkım mit der Übersetzung und Herausgabe dieses Textes. An dem Projekt waren unter anderem die Linguisten und Altorientalisten Albrecht Götze und Edmund Irwin Gordon beteiligt. Erst 2017 gelang es schließlich dem Linguisten Fred Woudhuizen, den gesamten Text in der Interpretation Alkıms zu veröffentlichen. Die große Beyköy-2-Inschrift entstand um 1180 v. Chr. und ist bedeutend für das Verständnis der Entwicklungen im untergehenden hethitischen Reich während der Zeit des Seevölkersturmes. Die Echtheit der Texte Beyköy 2–4 wird in der Wissenschaft stark angezweifelt. Insbesondere Woudhuizen vertrat die Auffassung, dass die 2012 im Nachlass James Mellaart entdeckten Kopien der Beyköy-Inschriften kein Machwerk darstellen, sondern echt sind. Zuletzt hat sich jedoch John David Hawkins, Autor des Corpus der hieroglyphen-luwischen Inschriften, klar für die Fälschung der Inschrift ausgesprochen.

## Schriften (Auswahl)
- Karatepe Kazisi / Excavations at Karatepe. Türk Tarih Kurumu Basımevi, Ankara 1948.
- Anatolien 1: Von den Anfängen bis zum Ende des zweiten Jahrtausends v. Chr. Nagel, München / Genf / Paris 1968.
- Yesemek. Tasocagi ve Heykel Atelyesinde Yapilan Kazi ve Arastirmalar. Türk Tarih Kurumu Basımevi, Ankara 1974.
- mit Handan Alkım, Önder Bilgi: İkiztepe 1. Birinci ve ikinci dönem kazıları (1974-1975) = The first and second seasons' excavations. Türk Tarih Kurumu Basımevi, Ankara 1988, ISBN 975-16-0030-8
- mit Handan Alkım, Önder Bilgi: İkiztepe 2. Üçüncü, Dördüncü, Beşinci, Altıncı, Yedinci, Dönem Kazıları. Türk Tarih Kurumu Basımevi, Ankara 2003, ISBN 975-16-1545-3.